# Alexander Rodewald
Alexander Rodewald (n. 18 februarie 1943, Tulcea, județul interbelic Tulcea – d. 26 iulie 2017, Hamburg, Germania) (Profesor universitar Dr. rer. nat., Dr. Doc. med.) a fost biolog, conferențiar, genetician, conducător de doctoranzi și paleogenetician german, originar din România, director al Institutului de biologie umană al Universității din Hamburg, Germania.
Alexander Rodewald este cel mai bine cunoscut publicului român ca fiind co-autor al unui studiu complex comparativ de paleogenetică al populațiilor vechi și foarte vechi de pe teritoriul României. Studiul a fost realizat, între anii 2003 și 2007, la Institutului de biologie umană din Hamburg, împreună cu biologul doctor Georgeta Cardoș (atunci la Institutul de biologie Victor Babeș din București, pentru care studiul a constituit totodată și lucrarea sa de doctorat, acum la Spitalul clinic de obstretică și ginecologie „Filantropia” din București) pe un eșantion semnificativ de populație actuală (din diferite zone ale României) comparat paleo-genetic cu resturi de oameni al populațiilor vechi și foarte vechi de pe teritoriul României.

## Biografie

### Familie
Alexandru Rodewald s-a născut la Tulcea, la 18 februarie 1943, ca fiu al lui Ludovic Rodewald-Rudescu, biolog și al Mariei-Josefa Rodewald-Rudescu, casnică, ambii germani bucovineni. Tatăl paleo-geneticianului, pe numele său complet Ludovic Iosif Urban Rodewald-Rudescu, era specialist în hidrobiologie și stuficultură, membru corespondent al Academiei Române din 21 martie 1963, și membru al Societății Americane de Limnologie și Oceanografie, precum și al Societății Americane de Microscopie și al Societății Internaționale de Limnologie.

### Studii liceale și universitare
Studiile liceale le face în București, la Liceul „Mihail Eminescu” București, pe care îl termină ca șef de promoție. După examenul de bacalaureat, susținut în 1960, studiază între 1960 și 1965 la Universitatea București, Facultatea de Biologie, pe care o absolvă în 1965 cu „Diploma de Merit”, ca șef de promoție pe țară cu media generală 10.
Între 1971 și 1974 a studiat la Facultatea de Biologie a Universității din München, în specializarea antropologie și genetică umană, după care a obținut doctoratul în biologie (Doctor rerum naturalium).

## Carieră
- 1978 - numit ca profesor universitar la Facultatea de Medicină, Saarbruecken – Hamburg, Germania
- 1983 - numit prin concurs la profesor universitar și șef de catedră la Institutul de Antropologie / Biologie Umană al Universității din Hamburg, Germania
- 1998 - numit director pe viață al Institutului de Biologie Umană al Universității din Hamburg
- 2008 - pensionat și rămas în funcția de Director al Institutului de Biologie Umană al Universității din Hamburg

alte funcții
- 1990 - numit de către senatul și rectorul / președintele Universității din Hamburg în funcția de coordonator al Parteneriatului dintre Universitățile Hamburg și București
- 1994 - numit de către senat și de rectorul / președintele Universității drept coordonator al Programului Socrates - Erasmus al Uniunii Europene pentru Europa de Sud-est, cu preponderență pentru România

## Activitate didactică și științifică
- conducător de doctorate în cadrul Universității Hamburg și Universității de Medicină (UKE) din Hamburg
- conducător de teze de examen de stat, de Bachelor și Master în cadrul Universității Hamburg
- coordonator pentru Programele Socrates - Erasmus ale Uniunii Europene pentru Sud-estul Europei.
- coordonator al Parteneriatului dintre Universitățile București și Hamburg.

## Lucrări[10]

### Publicații științifice (între 1973 și 2012)
- 102 publicații științifice în reviste științifice internaționale precum:
  - American Journal of Medical Genetics,
  - Dysmorphology and Clinical Genetics,
  - American Journal of Human Genetics,
  - Humangenetik,
  - Clinical Genetics,
  - Human Heredity,
  - European Journal of Pediatrics,
  - Advances in Forensic Humangenetics,
  - Human Genetics,
  - Gene Geography,
  - Anthropologischer Anzeiger,

### Publicații științifice (între 1966 și 2012)
- Alte circa 60 de publicații științifice în diferite reviste științifice naționale (românești și germane) și internaționale

### Carte de genetică de clinică medicală
- 1991 - „Hautleistenfibel”

### Contribuții în diferite manuale științifice
- Contribuitor cu 4 capitole în cărți - manuale științifice, în anii 1985/1991/1992/2012